# Alfons de Poitiers
Alfons de Poitiers (Poissy, 1 de novembre de 1220 – Itàlia, 21 d'agost de 1271) va ser un príncep francès, germà i mà dreta del rei Lluís IX. Fill del rei Lluís VIII de França i de Blanca de Castella i d'Anglaterra, el seu pare li va lliurar els títols de comte de Poitiers, Saintonge i Alvèrnia que ostentaria des de 1241 fins a la seva mort. i el de Tolosa a partir de 1249. D'acord amb el Tractat de París, es va casar en 1229 amb Joana de Tolosa i Aragó, filla i hereva de Ramon VII comte de Tolosa. Després de la defunció d'aquest en 1249 Alfons va sumar aquest comtat als seus altres títols apareixent en les cròniques dels comtes tolosans com Alfons III. Després de la seva mort els seus feus van ser annexionats a la Corona de França. La part de l'Alvèrnia que posseïa es va anomenar, des d'aquest moment: Terra reial d'Alvèrnia i més tard va ser nomenada ducat d'Alvèrnia, el qual no s'ha de confondre amb el Comtat d'Alvèrnia ni amb el Delfinat d'Alvèrnia. Les comarques d'Agenès i Saintonge van passar a mans angleses conforme al Tractat de París (1259).

## Nomenament
Va rebre els seus títols i va ser nomenat cavaller a la primavera de 1241, al cap d'una festa que el cronista Jean de Joinville va descriure com "sense igual" (Non Pareille). A la fi d'aquest mateix any va haver d'enfrontar-se a la rebel·lió d'un potentat vassall poiteví Hug X de Lusignan al que donaven suport Enric III d'Anglaterra, Hug de Lusignan i el mateix sogre d'Alfons: Ramon VII. Amb l'ajuda del seu germà Lluís IX, Alfons va derrotar l'exèrcit adversari a la batalla de Taillebourg el 21 de juliol de 1242. Un cop restablida la pau va confiscar diversos feus dels seus vassalls rebels i es va dedicar a l'administració dels seus dominis, si bé el comte estava sota tutela fins a 1248, havent de presentar-se comptes del Poitou simultàniament al rei i a Alfons. Va incrementar els seus beneficis entre altres coses a través de forts impostos de successió (que reformaria en 1269 i va afeblir a les grans famílies del comtat incrementant el control sobre els seus vassalls (declarant per exemple tots els castells dels seus dominis ocupables pels soldats condales en cas de perill.

## Croades
Entre 1244 i 1247 es dedica a preparar la primera croada de sant Lluís, que partí finalment el 1248 i amb qui es reuniria a Egipte un any més tard. Arriba quan els croats ja han conquistat Damiata i lidera els reforços composts per cavallers bretons (al comandament de Pere I de Bretanya) i dels seus propis dominis (sota ordres d'Hug XI de Lusignan). La seva arribada permet l'ofensiva que se salda amb la victòria en la batalla de Mansura. Posteriorment és fet presoner juntament amb els seus germans, el rei sant Lluís i el príncep Carles d'Anjou. Se li retindrà fins al pagament d'un rescat i posteriorment regressaria a Sant Joan d'Acre des d'on abandonaria Terra Santa el 10 d'agost juntament amb el gruix dels croats.

## Herència occitana
A la seva tornada li espera la notícia de la mort del seu sogre Ramon VII de Tolosa, el que el converteix en hereu del comtat de Tolosa, les comarques d'Agen i Roergue i part de les d'Albi i Quercy. És 1249 i Alfons és el noble més ric de França. El primer que fa en prendre possessió és trencar el testament del seu sogre, que havia donat tota la seva fortuna a diferents institucions monàstiques. Alfons no arribarà a recuperar totes les joies dels Saint-Gilles abans de regressar a l'Illa de França des d'on administrarà el seu patrimoni fins al final dels seus dies.

## Regència
Després de superar una oftàlmia (hivern de 1251-1252) ajuda a Blanca de Castella i d'Anglaterra en la regència del regne. Després de la mort d'aquesta el 26 de novembre de 1252 la succeïx definitivament en el lloc de regent fins al retorn de Lluís IX (després del qual conservaria encara una forta influència en la cort).

## Última croada
Sant Lluís llança una nova crida a les croades en 1267. Alfons s'encarrega d'organitzar un nou exèrcit a la Torre del Temple i marxa al costat del rei a la primavera de 1270. Desembarcats a Cartago el 15 de juliol, la croada resulta un fracàs, assetjats per la cavalleria lleugera sarraïna i desproveïts de reserves d'aigua els croats es veuen afectats per una epidèmia de disenteria que acaba amb el mateix rei el 25 d'agost. Després de negociar amb l'emir de Tunis tota la croada reembarca al novembre. Alfons romandrà diversos mesos a Sicília, hoste del seu germà Carles d'Anjou. Marxa finalment de Messina al juny de 1271, encara feble per la malaltia moriria el 21 d'agost a Corneto (Toscana) segons unes fonts i a Sampierdarena (prop de Gènova) segons unes altres. La seva dona el seguiria tres dies més tard acabant amb el llinatge dels comtes de Tolosa.